# Група 47
Група 47 (нім. Gruppe 47) — літературне об'єднання німецькомовних письменників повоєнної доби, яке було утворено в 1947 році та успішно проіснувало до 1972 року. Учасники об'єднання не дотримувались єдиної ідейно-естетичної позиції, сприяли посиленню в західнонімецькій літературі гуманістичних та соціально-критичних тенденцій.

## Історія створення
Датою утворення Групи 47 вважається 6 вересня 1947 року, коли кілька німецьких письменників зустрілися в мальовничому регіоні Алоьґой, біля підніжжя Альп. Метою зустрічі було бажання видавати власний літературний журнал та читання свої текстів у колі однодумців з подальшим їх обговоренням. Плани щодо журналу не були реалізовані, проте редакційні конференції з того часу відбувалися регулярно.
Ініціатором утворення та сірим кардиналом об'єднання був Ганс Вернер Ріхтер, оскільки тільки він запрошував на щорічні зібрання групи, розсилаючи листівки-запрошення. Ґюнтер Ґрасс, який став членом групи в 1955 році, згадує: «У своїх виступах він поставав обожнюваним і вільно мислячим деспотом… Те, що він казав, ставало правилом, так було заведено. Не було жодних принципових дискусій».

## Діяльність
З'їзди Групи проводилися двічі на рік. Під час багатоденних зустрічей поруч сиділи поети, літературні критики, видавці, журналісти, редактори радіо, традиціоналісти й авангардисти, популярні і ще зовсім невідомі письменники.
На початку утворення об'єднання до нього входило не більше двох десятків членів, проте в 1960 році воно налічувало 200 осіб. Тут дебютували Ґюнтер Ґрасс, Генріх Белль, Петер Гандке, Мартін Вальзер, Зіґфрід Ленц. Той, хто читав вголос свій твір, повинен був сідати на так званий «електричний стілець», мовчки слухаючи нищівну критику колег, не маючи права після завершення заперечувати на критичні зауваження пленуму. У свій час через розбіжності Групу 47 залишили Пауль Целан, Луїза Рінзер або Вальтер Мерінґ.
У жовтні 1962 році Вальтер Ґелерер, письменник і редактор літературного часопису «Akzente», організував зустріч Групи в берлінській віллі біля Am Sandwerder 5. Починаючи від 1959 року він організовував у Берлінському технічному університеті серію лекцій, участь в яких брали Ільзе Айхінґер, Макс Фріш, Ґюнтер Айх, Інґеборґ Бахман, Ганс Маґнус Енценсберґер, Уве Джонсон.
Група 47 саморозпустилась у 1972 році, припинивши існування так само раптово, як і утворилася, оскільки Ганс Вернер Ріхтер більше не надсилав запрошень.

## Критика
Часто Групі 47 закидали світоглядний терор і занадто консервативні літературні погляди. Автори, які в часи перебування при владі націонал-соціалістів стали вигнанцями, зокрема, Томас Манн, Альфред Деблін або Бертольд Брехт були в цьому клубі небажаними. Ті політичні заяви, які виголошувала Група 47, наприклад, щодо ядерної зброї, для одних видавалися занадто лівими, а для інших — занадто м'якими. Однак упродовж двадцяти років ці люди визначали, що належить до літературних канонів ФРН. На думку деяких критиків, великою проблемою було те, що об'єднання справді не змогло інтегрувати до себе покоління війни, тобто письменників, які емігрували.

## Учасники об'єднання
- Ганс Вернер Ріхтер
- Генріх Белль
- Гюнтер Грасс
- Петер Гандке
- Марсель Райх-Раніцкі
- Карл Амері
- Зіґфрід Ленц
- Альфред Андерш
- Мартін Вальзер
- Пауль Целан
- Луїза Рінзер
- Вальтер Мерінґ
- Дітер Веллерсхофф
- Ганс Егон Гольтхузен
- Ґюнтер Айх
- Пауль Шаллюк
- Бернд Айхінгер
- Гельмут Хайсенбюттель